# Episodi di The Resident (seconda stagione)
La seconda stagione della serie televisiva The Resident, composta da 23 episodi, è stata trasmessa negli Stati Uniti per la prima volta dall'emittente Fox dal 24 settembre 2018 al 6 maggio 2019.
In Italia è andata in onda in prima visione su Fox Life, canale a pagamento della piattaforma satellitare Sky, dal 30 ottobre 2018 all'11 giugno 2019. In chiaro i primi tre episodi sono stati trasmessi su Rai 1 il 14 luglio 2020, i rimanenti sono stati trasmessi su Rai 2 dal 15 gennaio al 26 marzo 2021.
L'antagonista principale è l'azienda Quo Vadis.
| nº | Titolo originale                 | Titolo italiano                | Prima TV USA      | Prima TV Italia  |
| -- | -------------------------------- | ------------------------------ | ----------------- | ---------------- |
| 1  | 00:42:30                         | La morte prima del disonore    | 24 settembre 2018 | 30 ottobre 2018  |
| 2  | The Prince & The Pauper          | Il principe e il povero        | 1º ottobre 2018   | 6 novembre 2018  |
| 3  | Three Words                      | Tre parole                     | 8 ottobre 2018    | 13 novembre 2018 |
| 4  | About Time                       | Questione di tempo             | 15 ottobre 2018   | 20 novembre 2018 |
| 5  | The Germ                         | Il germe                       | 22 ottobre 2018   | 27 novembre 2018 |
| 6  | Nightmares                       | Incubi                         | 29 ottobre 2018   | 4 dicembre 2018  |
| 7  | Trial & Error                    | Spingersi oltre                | 5 novembre 2018   | 11 dicembre 2018 |
| 8  | Heart in a Box                   | Il cuore in una scatola        | 19 novembre 2018  | 18 dicembre 2018 |
| 9  | The Dance                        | L'ultimo ballo                 | 26 novembre 2018  | 5 marzo 2019     |
| 10 | After the Fall                   | Un rischio troppo alto         | 14 gennaio 2019   | 12 marzo 2019    |
| 11 | Operator Error                   | Una perdita terribile          | 21 gennaio 2019   | 19 marzo 2019    |
| 12 | Fear Finds a Way                 | Incubi dal passato             | 28 gennaio 2019   | 26 marzo 2019    |
| 13 | Virtually Impossible             | La giornata dei miracoli       | 4 febbraio 2019   | 2 aprile 2019    |
| 14 | Stupid Things in the Name of Sex | Stupidaggini in nome del sesso | 11 febbraio 2019  | 9 aprile 2019    |
| 15 | Queens                           | Regine della chirurgia         | 18 febbraio 2019  | 16 aprile 2019   |
| 16 | Adverse Events                   | Eventi avversi                 | 4 marzo 2019      | 23 aprile 2019   |
| 17 | Betrayal                         | Alto tradimento                | 18 marzo 2019     | 30 aprile 2019   |
| 18 | Emergency Contact                | Contatto d'emergenza           | 25 marzo 2019     | 7 maggio 2019    |
| 19 | Snowed In                        | Apparsi dal nulla              | 1º aprile 2019    | 14 maggio 2019   |
| 20 | If Not Now, When?                | Nuvola nera                    | 15 aprile 2019    | 21 maggio 2019   |
| 21 | Stuck as Foretold                | Tutto come previsto            | 22 aprile 2019    | 28 maggio 2019   |
| 22 | Broker and Broker                | L'ultima occasione             | 29 aprile 2019    | 4 giugno 2019    |
| 23 | The Unbefriended                 | Senza famiglia                 | 6 maggio 2019     | 11 giugno 2019   |

## La morte prima del disonore
- Titolo originale: 00:42:30
- Diretto da: Rob Corn
- Scritto da: Todd Harthan e Elizabeth J.B. Klaviter

### Trama
Un blackout richiede allo staff di curare i propri pazienti senza l'ausilio di alcuna tecnologia: Bell ordina allo staff di smettere di accettare nuovi pazienti, Conrad e Devon vanno contro il mandato di aiutare un bambino e Mina e Austin devono eseguire un intervento al cuore.  Il blackout si rivela opera di un attacco informatico di Joplin, una giovane donna che disperata aveva solo cercato di cancellare le fatture mediche paralizzanti della sua famiglia ma aveva inavvertitamente causato più danni di quanto avesse previsto;  dopo che Nic si è resa conto di quello che ha fatto, Joplin, piena di rimorso, fornisce a Nic e Conrad un backup che aveva fatto dei computer dell'ospedale, consentendo loro di invertire il danno.  Comprensivi per la difficile situazione di Joplin, Conrad e Nic convincono Bell ad incolpare l'interruzione di corrente sul maltempo.

## Il principe e il povero
- Titolo originale: The Prince & The Pauper
- Diretto da: Nicole Rubio
- Scritto da: Amy Holden Jones e Andrew Chapman

### Trama
Bell diventa frustrato quando il padre di Conrad e il nuovo presidente del consiglio richiedono il contributo di Conrad nelle sue discussioni sulle spese ospedaliere;  un'abile e sofisticata rappresentante di dispositivi medici cerca di promuovere i suoi costosi prodotti.

## Tre parole
- Titolo originale: Three Worlds
- Diretto da: Paul Mccrane
- Scritto da: Marqui Jackson

### Trama
Nic e Conrad diagnosticano un marito e una moglie felici che sono entrambi ricoverati in ospedale con sintomi misteriosi;  Bell e Marshall si scontrano durante un viaggio di lavoro;  AJ  rifiuta una richiesta di Bell nonostante l'avvertimento di Mina.

## Questione di tempo
- Titolo originale: About time
- Diretto da: Geary Mcleod
- Scritto da: Marc Halsey

### Trama
Chastain è inondato di spettatori quando una fuga precipitosa a un festival musicale lascia molti bisognosi di medici;  Bell agita la pentola quando il venerato chirurgo ortopedico dell'ospedale chiede un residente migliore. Marshall salva Conrad dalla denuncia di un paziente.